# 佩拉爾科
35°23′S 71°27′W / 35.383°S 71.450°W

佩拉爾科（西班牙語：Pelarco），是智利的城鎮，位於該國中部馬烏萊大區的塔爾卡省，始建於1891年12月22日，面積331.5平方公里，海拔高度136米，2012年人口7,632人，人口密度每平方公里23人。